# David Koepp
David Koepp (Pewaukee, 9 juni 1963) is een Amerikaans scenarioschrijver, filmregisseur en auteur. Hij is vooral bekend als de schrijver van blockbusters als Jurassic Park (1993), Mission: Impossible (1996), Spider-Man (2002) en Indiana Jones and the Kingdom of the Crystal Skull (2008).

## Biografie
David Koepp werd in 1963 geboren in Pewaukee (Wisconsin). Zijn vader Donald had een bedrijf dat gespecialiseerd was in reclameborden en zijn moeder was een verpleegkundige en familietherapeute. Tijdens zijn studies aan Kettle Moraine High School had hij een baantje bij een McDonald's-restaurant in Delafield. In 1986 behaalde hij een bachelor aan de Universiteit van Californië - Los Angeles (UCLA), waar hij een filmopleiding volgde.

## Carrière

### Als scenarist
Na zijn studies ging Koepp in Hollywood aan de slag als scenarioschrijver. Eind jaren tachtig maakte hij zijn debuut met de onafhankelijke productie Apartment Zero (1988), waarvoor hij samen met Martin Donovan het script schreef. De twee zouden nadien ook samenwerken aan de cultfilm Death Becomes Her (1992).
Zijn script voor Bad Influence (1990) werd opgemerkt door Universal Studios, waarna hij door de studio aangeworven werd om aan Jurassic Park (1993) van regisseur Steven Spielberg mee te werken. De blockbuster groeide uit tot een kaskraker en betekende Koepps grote doorbraak.
In de daaropvolgende jaren werd Koepp in Hollywood een veelgevraagde schrijver voor blockbusters. Zo schreef hij onder meer de superheldenfilm Spider-Man (2002), de boekverfilming Angels & Demons (2009) en de monsterfilm The Mummy (2017). Met Spielberg werkte hij na Jurassic Park ook samen aan de remake War of the Worlds (2005) en de sequels The Lost World: Jurassic Park (1997) en Indiana Jones and the Kingdom of the Crystal Skull (2008). In de jaren negentig schreef hij ook drie films voor regisseur Brian De Palma, waaronder de eerste film uit de Mission: Impossible-reeks.

### Als regisseur
In 1994 schreef en regisseerde Koepp de korte film Suspicious. Enkele jaren later maakte hij met de lowbudgetthriller The Trigger Effect (1996) zijn officieel debuut als filmregisseur. In 1999 schreef en regisseerde hij ook de thriller Stir of Echoes, een verfilming van de gelijknamige roman van auteur Richard Matheson, van wie hij een grote fan is.
Zijn grootste project als regisseur was de actiekomedie Mortdecai (2015). Voor de film met hoofdrolspeler Johnny Depp beschikte hij over een budget van 60 miljoen dollar. De film kreeg echter overwegend slechte recensies en werd met een wereldwijde opbrengst van 47 miljoen dollar een financiële flop.

## Filmografie
| Jaar | Titel                                              | Regisseur | Scenarist |
| ---- | -------------------------------------------------- | --------- | --------- |
| 1988 | Apartment Zero                                     |           |           |
| 1990 | Bad Influence                                      |           |           |
| 1990 | Why Me?                                            |           |           |
| 1990 | I Come in Peace                                    |           |           |
| 1991 | Toy Soldiers                                       |           |           |
| 1992 | Death Becomes Her                                  |           |           |
| 1993 | Jurassic Park                                      |           |           |
| 1993 | Carlito's Way                                      |           |           |
| 1994 | The Paper                                          |           |           |
| 1994 | The Shadow                                         |           |           |
| 1996 | Mission: Impossible                                |           |           |
| 1996 | The Trigger Effect                                 |           |           |
| 1997 | The Lost World: Jurassic Park                      |           |           |
| 1998 | Snake Eyes                                         |           |           |
| 1999 | Stir of Echoes                                     |           |           |
| 2002 | Panic Room                                         |           |           |
| 2002 | Spider-Man                                         |           |           |
| 2004 | Secret Window                                      |           |           |
| 2005 | War of the Worlds                                  |           |           |
| 2005 | Zathura: A Space Adventure                         |           |           |
| 2008 | Indiana Jones and the Kingdom of the Crystal Skull |           |           |
| 2008 | Ghost Town                                         |           |           |
| 2009 | Angels & Demons                                    |           |           |
| 2011 | The Little Engine That Could                       |           |           |
| 2012 | Premium Rush                                       |           |           |
| 2014 | Jack Ryan: Shadow Recruit                          |           |           |
| 2015 | Mortdecai                                          |           |           |
| 2016 | Inferno                                            |           |           |
| 2017 | The Mummy                                          |           |           |
| 2020 | You Should Have Left                               |           |           |
| 2023 | Indiana Jones and the Dial of Destiny              |           |           |
| 2025 | Jurassic World Rebirth                             |           |           |